# Мартињано
Мартињано (итал. Martignano) је насеље у Италији у округу Лече, региону Апулија.
Према процени из 2011. у насељу је живело 1697 становника. Насеље се налази на надморској висини од 91 м.

## Становништво
Према резултатима пописа становништва 2011. у општини је живело 1.730 становника.
| 1931. | 1936. | 1951. | 1961. | 1971. | 1981. | 1991. | 2001. | 2011. |
| ----- | ----- | ----- | ----- | ----- | ----- | ----- | ----- | ----- |
| 1.448 | 1.506 | 1.588 | 1.677 | 1.710 | 1.799 | 1.846 | 1.770 | 1.730 |